# Diathoneura albifacies
Diathoneura albifacies är en tvåvingeart som beskrevs av Oswald Duda 1925. Diathoneura albifacies ingår i släktet Diathoneura och familjen daggflugor. Inga underarter finns listade i Catalogue of Life.